# 山田健太
山田 健太（やまだ けんた、1991年4月28日 - ）は、日本の元俳優（元子役）。セントラルグループやクローバーに所属していた。
神奈川県大和市出身。大和市立渋谷小学校-大和市立下福田小学校、大和市立下福田中学校卒業。日出高等学校中退。身長174cm、79kg、血液型B型。靴28cm。2人兄妹。中型二輪免許、大型二輪免許、普通自動車免許保有。趣味は歌、サーフィン、ゴルフ、ドライブ。特技は野球、空手、ダーツ。

## 略歴
- 3歳になる時にセントラル子供タレントに所属。2001年までは幼稚園や小学校の教材のモデルなどをやっていた[1]。
- 2002年、映画『ベースボールキッズ』で役者デビュー。
- 7歳から始めた軟式野球で、中学3年の時に市選抜に選ばれた事をきっかけに芸能界を辞めて野球の道へ進もうと考えていたが、同時期に受けた映画『バッテリー』のオーディションで3000人の中から主演永倉豪役を勝ち取り、市選抜を辞退した。この作品との出会いで本格的に役者の道へと進む事を決意をした[2]。
- 2007年、映画『バッテリー』（滝田洋二郎監督）が公開され主演永倉豪役の好演で注目を浴び、第17回日本映画批評家大賞・新人賞（南俊子賞）、第22回高崎映画祭・最優秀新人俳優賞を受賞。
- 2007年セントラル子供タレントから同グループ会社セントラルプロダクションへ移籍。
- 2011年、クローバーへ移籍。

## エピソード
- 『バッテリー』出演前から野球経験があり、ポジションは映画の配役と同じく捕手だった[3]。
- 『バッテリー』のオーディション合格後、中学野球最後の大会が映画の撮影と重なることがわかり、悩んだ末に一度は辞退したが、監督の滝田洋二郎に「お前の中学生の最後の夏を俺にくれ」とラブコールを受け出演を決めた[3]。
- 日出高等学校に入学したが、役者に専念するために2年進学と同時に中退した。同級生には、前田敦子、岡本玲がいた。[4]
- 好きなプロ野球チームは横浜DeNAベイスターズで、年間50試合以上観戦したこともある。[2]
- 泣き虫だった幼少期、礼儀を付ける為に親の勧めで空手道場へ通い始める。道場連盟で行われた大和市大会少年の部では組手・型の部共に優勝。神奈川県大会では組手の部準優勝、型の部優勝を果たす。中学1、2年生の時に行われた全国親善空手道大会では、組手の部で二年連続で3位という結果を残した（対戦相手は二年連続優勝した）[4]。
- 『ザ!世界仰天ニュース』に出演した際、特技の“瓦割”を披露したが、拳から出血したためO.A.ではカットされた[5]。
- NHK連続小説『あまちゃん』に小太りの愛犬家役として出演したが、実生活でも愛犬家でありO.A.後にその事が話題となった。
- 2015年1月15日に自身のブログにて、女優・前田紗季と2014年12月25日に入籍したことを発表した[6]。
- 2023年時点では役者活動は見られず、家業のガラス施工会社に勤務していることを明かしている[7]。

## 出演

### 映画
- ベースボールキッズ （2003年） - 安西幸一 役
- バッテリー（2007年） - 主演・永倉豪 役
- きみの友だち（2008年） - 中西基哉 役
- DIVE!!（2008年） - 知季の友人 役（声のみの出演）
- ひゃくはち（2008年） - 立花洋介 役
- 初恋 夏の記憶（2009年） - 主演・穂波佑介 役
- クローズEXPLODE（2014年） - 武智望 役
- 闇金ウシジマくん Part2（2014年） - 健介 役
- 人生の約束（2016年） - 谷元健 役

### テレビ
- 今夜ひとりのベッドで（TBS） - 本木雅弘の幼少 役
- ダムド・ファイル（名古屋テレビ） - アキラ 役
- 土曜ワイド劇場 新聞記者・鶴巻吾郎（テレビ朝日） - 山野義則 役
- おはスタ! デュエル・マスターズ（2003年、テレビ東京） - 攻 役
- 大好き!五つ子5（2003年、TBS） - 中学生 役
- えなりかずきの一休さん（2004年1月、フジテレビ）- 三浦賢一 役
- 愛情イッポン!（2004年、日本テレビ）
- 大奥〜第一章〜 スペシャル（2005年4月8日、フジテレビ） - 長松 役
- 七色のおばんざい（2005年、NHK名古屋） - 西山賢治 役
- 浅草ふくまる旅館 第2話（2007年1月15日、TBS） - 越村翔太 役
- ライフ〜壮絶なイジメと闘う少女の物語〜（2007年、フジテレビ） - 遠藤晃一 役
- 愛の劇場 温泉へGo! 第32話（2008年、TBS） - 鈴井俊 役
- 迷子（2011年2月19日、NHK大阪） - 木島 役
- 土曜ドラマスペシャル あっこと僕らが生きた夏（2012年4月14・21日、NHK） - 加藤信二 役
- 鍵のかかった部屋 Episode5（2012年5月14日、TBS）-大谷 役
- ビギナーズ！ 第3話・第4話（2012年8月23日、TBS） - 亀野広太 役
- パーフェクト・ブルー 第9話（2012年12月3日、TBS） - 相良 役
- 確証〜警視庁捜査3課 第9話（2013年6月10日、TBS） - 川上守 役
- あまちゃん 第81話・第82話（2013年7月、NHK） - 小太りの男 役
- 京都地検の女 第9シリーズ 第4話（2013年8月15日、テレビ朝日） - 後藤大地 役
- ○○妻　第10話（2015年3月18日、日本テレビ）
- 表参道高校合唱部!　第2話・第3話（2015年7月24日・31日、TBS） - 山崎 役

### CM
- 日清食品 日清麺の達人
- アクサ生命保険
- イオン
- コスモ石油
- 任天堂 ゲームキューブ
- バンダイ 機動戦士ガンダム
- TBS はなまるマーケット
- 積水ハウス まちなみ参観日'07（2007年） - オリジナルCM曲のピアノ演奏は河野伸。
- P&Gジャパン ファブリーズ（2009年 - 2012年） - 平成家族「登場」「暗闇」「クローゼット」他、3人兄弟の長男一郎 役 西田尚美・ピエール瀧らと共演。
- 日本ケンタッキーフライドチキン「サンキューパック」篇（2009年）

### ラジオ
- 青春アドベンチャー『リテイク・シックスティーン』（2013年、NHK-FM） - 大海ちひろ 役

### Vシネマ
- 血盟 竹内力の幼少役
- 龍が如く

### 舞台
- 靖国神社奉納野外劇 『俺は、君のためにこそ死ににいく』（2008年） - 河合惣一 役
- 『俺は、君のためにこそ死ににいく』（2009年、紀伊國屋サザンシアター） - 河合惣一 役
- 『めぐみへの誓い』（2010年、紀伊國屋サザンシアター） - 野口 役
- 『愛と不安の夏』（2010年、俳優座劇場） - 箕方龍男 役
- 『俺は、君のためにこそ死ににいく』（2011年、紀伊國屋ホール） - 河合惣一 役
- つかこうへい作品『二代目はクリスチャン』（2013年） - 馬之助 役
- つかこうへい作品『熱海殺人事件〜友よ、いま君は風に吹かれて』（2014年） - 大山金太郎役
- 大浜直樹脚本・演出『せんせい』（2014年） - 近藤政紀 役
- 毛皮のマリー（2016年）
- 筒井康隆笑劇場（2024年）[8]

### スチール
- 須磨学園中学校 2007年（平成19年）度入学案内

### PV
- 3B LAB.☆S「嗚呼初恋」
- 有坂美香「Life Goes On」
- ケツメイシ「LOVE LOVE Summer〜高校野球篇」

### オンラインコンテンツ
- EZ Today'Sウォッチ・ミニッツストーリー「佐藤さん!」（2007年9月20日配信）「あたり」（2007年10月4日配信）出演

## 受賞歴
- 第17回日本映画批評家大賞 新人賞/男優 南俊子賞（バッテリー）[9]
- 第22回高崎映画祭 最優秀新人男優賞（バッテリー）